# Dobrjanka (Permi határterület)
Dobrjanka (oroszul: Добрянка) város Oroszország Permi határterületén, a Dobrjankai önkormányzati járás székhelye.
Lakossága: 33 686 fő (a 2010. évi népszámláláskor).

## Fekvése
A Permi határterület központi részén, Permtől közúton 61 km-re északra, a Kámai-víztározó bal partján, a Dobrjanka (a Káma mellékfolyója) torkolatánál helyezkedik el. Folyami kikötő. Azonos nevű vasútállomása (6 km-re a várostól) a Perm–Kizel közötti vasútvonalból leágazó szárnyvonal végpontja; a vasútvonalat csak teherszállításra használják.

## Története
Írott forrás 1623-ban említi először. 1752-ben a Sztroganov család egyik tagja, báró Sz. Sz. Sztroganov (1707–1756)  rézolvasztó és vasgyártó üzemet épített, mellette alakult ki a település. A 19. század közepére csak a vasgyár maradt meg, az 1930-as években acélkohászatra tért át, a világháború idején részt vett a haditermelésben.
A helység 1924-ben járási székhely, 1928-ban városi jellegű település lett. Valószínűleg a háborús evakuálások következtében (1942-ben Harkovból egy gyermekotthont is ideköltöztettek) lélekszáma hirtelen megnőtt, 1943-ban kapott városi rangot.
A víztározó építésekor (1948–1956) a régi gyár az elárasztandó területen feküdt, ezért 1956. januárban megszűnt, berendezéseit elszállították. Helyette a város egy kisebb jelentőségű ipari üzemet kapott, 1956–1959-ben házgyára épült. A vasúti szárnyvonal 1961 végére készült el (Jarino és Dobrjanka állomások között). 
1979-ben kezdték meg Európa akkor egyik legnagyobb hőerőművének építését a víztározó partján. A Permi Hőerőmű első egysége 1986-ban, a harmadik 1991-ben kezdte meg a termelést.

## Gazdasága
Gazdasági élete a 2400 MW teljesítményű Permi Hőerőmű működésén alapul. Megépítése a város életére is döntő hatással volt, a lélekszám 1979-től tíz év alatt 60%-kal nőtt. A termelés megindulása óta a város hőenergiával való ellátását teljes egészében a hőerőmű biztosítja. Hozzá kapcsolódik a szervizt és a különféle szolgáltatásokat végző vállalatok sora. Az erőmű további bővítése sokáig váratott magára. A korábbiaknál környezetkímélőbb technológiájú negyedik blokk építését végül 2013 márciusban kezdték meg, befejezését 2015 végére tervezték.

## Kultúra
A városi helytörténeti múzeumnak hosszú története van. Az első múzeum 1888-ban nyílt meg és 1916-ig létezett, szervezését a kohászati üzem akkori igazgatója kezdeményezte. Az 1920-as években megpróbálták újjáéleszteni, de ez nem sikerült. 1967-ben önkéntesek létrehoztak egy múzeumot, mely 1982-ben a Perm területi Helytörténeti Múzeum fiókintézményeként folytathatta tevékenységét. 1995-ben a város múzeuma lett, akkor egy 1845-ben épített épületbe költöztették át. 2007-ben a 19. századi gyárigazgató épületét is megkapta (ahol az 1970-es évektől tevékenykedett), ezzel kiállítási területe jelentősen megnőtt. Mindkét épület műemléki védettség alatt áll.
Szabadidőközpontja  és az erőmű dolgozói részére készült kultúrháza van (Szojuz). A város nagy kultúrházának építését 1986-ban kezdték el, de 2014-ben is még befejezetlenül állt.